# Герасимов, Иван Фёдорович
Иван Фёдорович Герасимов (1928 — 14 октября 1942) — юный герой-пионер, сын полка, участник обороны Сталинграда в годы Великой Отечественной войны, погиб в октябре 1942 года защищая город Сталинград.

## Биография
Родился в 1928 году в деревне Бурцево Новодугинского района Смоленской области в многодетной семье. Отец, Фёдор Герасимович и старшие братья в начале Великой Отечественной войны были призваны на фронт. Уже в первый месяц войны отец Ивана погиб, мальчик сильно переживал потерю. Вскоре, в результате бомбёжки и родной дом был уничтожен, а вместе с ним, как ему показалось, все его родные — мать и три сестры. Оставшись один, Иван примкнул к одному из военных эшелонов и отправился на фронт.
На станции Повадино в вагонах, в которых к Сталинграду ехала артиллерия 112-й стрелковой дивизии, обнаружился 14-летний Иван Герасимов из-под Смоленска, который представился как «Иван Фёдоров сын». Так он и получил вторую фамилию — Фёдоров. Командиры его пытались отправить в тыл, но упрямый юноша не поддавался уговорам. В результате, Иван был определён в помощники повара и поставлен на котловое довольствие. В списки части его на довольствие поставить не могли, но солдаты называли его бойцом. Кухня мало его интересовала, он стремился помогать на передовой — подносил и разгружал тяжёлые снаряды, не раз спасал орудия от уничтожения после бомбёжек.
Летом 1942 года стрелковая дивизия оказалась в Сталинграде. Иван неплохо стал управляться с противотанковой пушкой, «сорокапяткой», и 23 сентября в бою проявил себя. Отряд лейтенанта А. Я. Очкина попал в кольцо танков и пехоты неприятеля у поселка Вишневая балка, мужество и самоотверженность бойцов, в их числе был и Иван, помогли выбраться военным из сложного положения.
В октябре пришло распоряжение, на основании приказа Сталина, всех подростков направить в тыл для определения в ремесленные и суворовские училища. Однако, на 13 октября 1942 года был запланирован приём бойца Герасимова (Фёдорова) в комсомольскую организацию. Поэтому приняли решение, отправить Ивана в тыл после торжественного вступления в комсомол. Эвакуировать юного бойца так и не успели. 14 октября 1942 года немецкие войска предприняли очередную попытку взять неприступный город на Волге. Начался очередной смертельный бой.
Иван, не покидая отряда, принял участие в своём последнем бою. Десятки немецких танков пошли атакой на защитников Сталинграда, бойцов отряда Очкина. Иван был подносчиком у одного из орудий, расчёт немецкая атака вывела полностью. Юноша в одиночку выпустил по танкам два последних снаряда, подобрал чей-то автомат и открыл огонь по наседающим фашистам. На глазах командиров Ивану раздробило локоть левой руки. Но он не сдался, и продолжил забрасывать немцев гранатами. Осколком очередного снаряда юноше оторвало кисть правой руки. Оставшимся в живых бойцам показалось, что юный артиллерист погиб, так же решили и фашисты. Осмелев, немецкие танки пошли в обход позиции артиллеристов по узкому проходу вдоль заводской стены. Но раненный Иван, выбравшись из-под завала, прижимая культей правой руки противотанковую гранату, выдернул зубами чеку и лёг под гусеницу головного немецкого танка. Фашистская атака, ценой собственной жизнью юного героя, была остановлена.
Уже позже, после войны, выяснилось, что остались живы мама Вани и сёстры, которым удалось выбраться из горящего дома. Одна из сестёр, Зинаида Горланова, удостоена звания Герой Социалистического Труда.

## Память
- Его имя выбито на 22-м знамени, в зале воинской славы мемориала на Мамаевом Кургане.
- В райцентре Новодугино Смоленской области одна из улиц наименована в память об Иване Герасимове (Фёдорове).
- В Волгограде, на площади Дзержинского, на школе № 3 установлена мемориальная доска. Именно в этом месте совершил свой бессмертный подвиг юноша.
- Алексей Очкин, оставшись в живых, написал очерк о подвиге героя: «Иван — я, Фёдоровы — мы».